# Zangphasma nyingchiense
Zangphasma nyingchiense is een wandelende tak uit de familie Bacillidae. De wetenschappelijke naam van deze soort is voor het eerst voorgesteld door S.C. Chen en Y.H. He in een publicatie uit 2008.
De soort komt voor in zuidwest-China.